# Pidonia sadoensis
Pidonia sadoensis är en skalbaggsart som beskrevs av Mikio Kuboki 1993. Pidonia sadoensis ingår i släktet Pidonia och familjen långhorningar. Inga underarter finns listade i Catalogue of Life.